# Ottenbach, Zürich
Ottenbach är en ort och kommun i distriktet Affoltern i kantonen Zürich, Schweiz. Kommunen har 2 973 invånare (2023).